# 瑞普利水族館

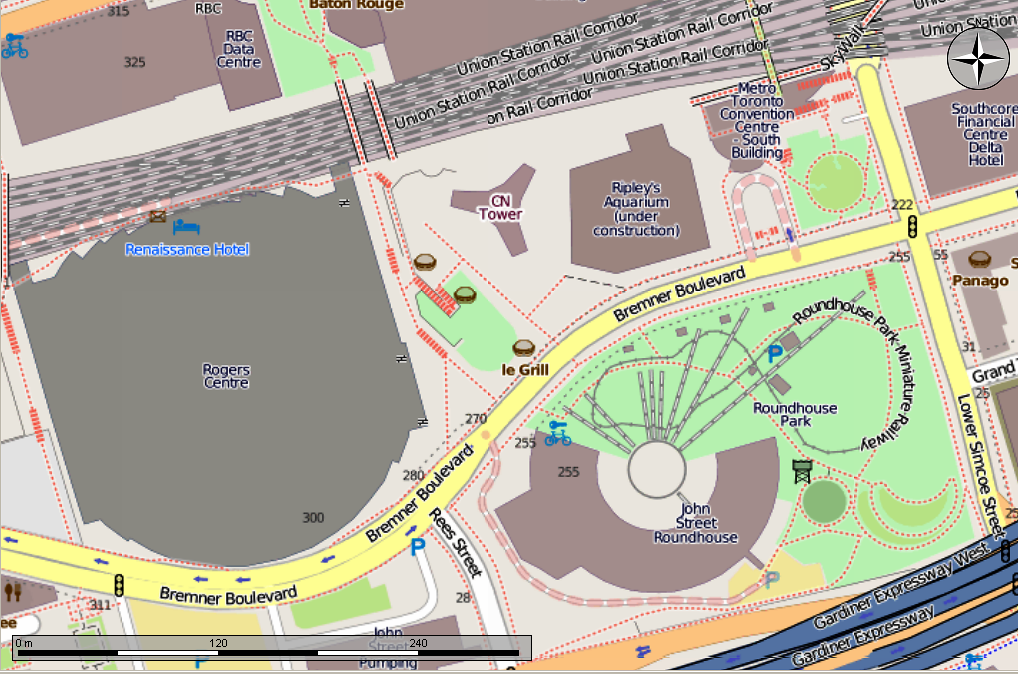
瑞普利水族館的地理位置

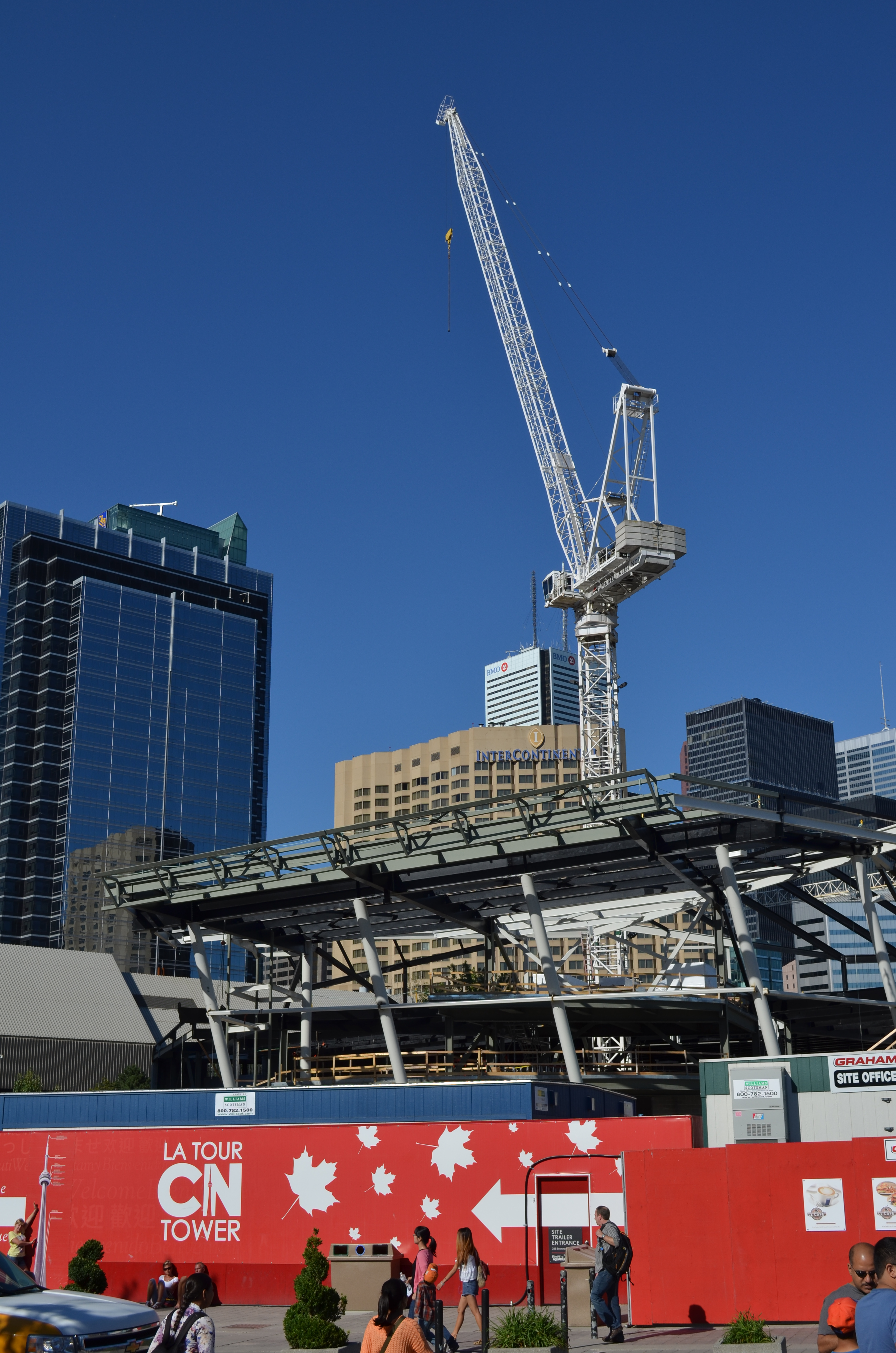
修建中的瑞普利水族館

瑞普利水族館（英語：Ripley's Aquarium of Canada），是位于多伦多的一所水族馆。

## 历史
由利普瑞娱乐公司控股，水族馆由2013年10月16日对公众开放。
瑞普利水族館位于加拿大国家电视塔下，并直接与人行天桥相连；水族馆包含13500种海洋生物。水族馆有5.7百万公斤的水中展示着世界各地的海洋生物及环境。整个水族馆分为多个部分，危险湖（Dangerous Lagoon）和鳐鱼湾（Ray Bay）是馆内两个最大的人工湖，危险湖容量达250万立升，长达97米的玻璃隧道和移动通道。